# Pumori
El Pumori (en nepalí: पुमोरि) (o Pumo Ri) es una montaña de 7161 metros de altura situada en la frontera entre China y Nepal, en la sección de Mahalangur del Himalaya. Se erige a alrededor de 8 kilómetros al oeste del monte Everest. El Pumori fue nombrado por George Mallory, y significa "La Hija Montaña" en el idioma sherpa; "Pumo" significa joven o hija, y "Ri" significa montaña. Los alpinistas lo llaman también, a veces, "La hija del Everest". Mallory también llamaba a la montaña "Clare Peak", como el nombre de su hija.
El Pumori es conocido por su relativa facilidad de ascensión (dificultad 3 aunque con riesgo de avalanchas) comparado con sus vecinos el monte Everest y el Lhotse. La primera ascensión al Pumori la realizó Gerhard Lenser el 17 de mayo de 1962 como miembro de una expedición suizo-alemana. En la primavera de 1996, los checos, Leopold Sulovsky y Michalec Zeduak abrieron una nueva ruta en la cara Sur.
Una cima adyacente es el Kala Patthar (5643 m), que aparece como una gran formación marrón en la impresionante cara Sur del Pumori. Muchos de los senderistas que alcanzan el campo base del monte Everest intentan alcanzar su cima. Las vistas desde el Kala Patthar del Everest, Lhotse y Nuptse son impresionantes en un día claro.

## Senderismo y montañismo

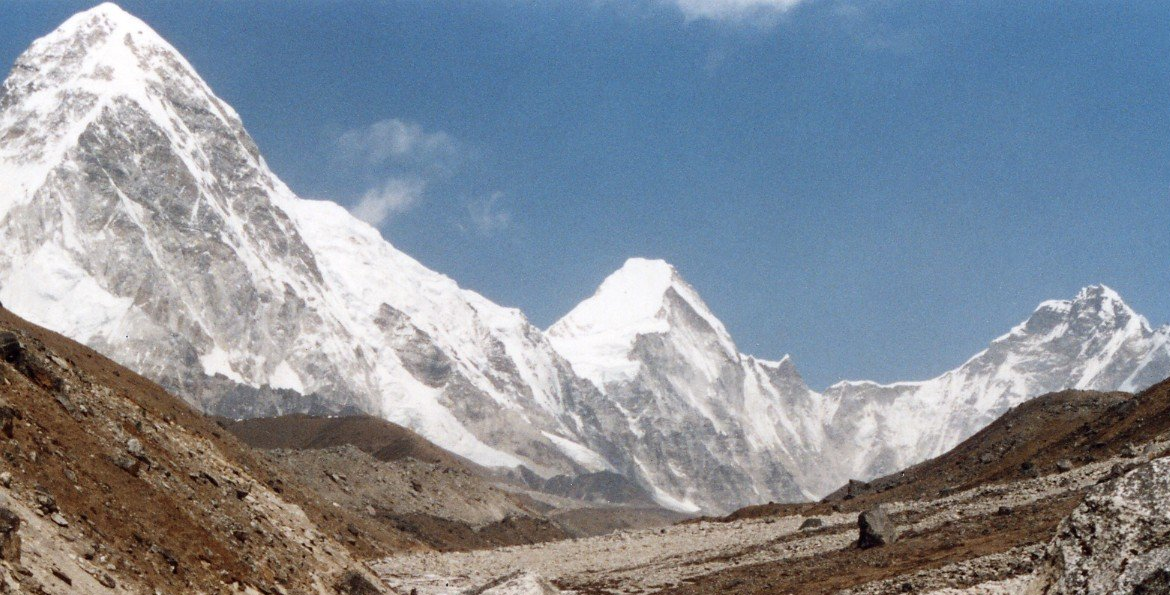
La avalancha del Everest del 2015 (que golpeó el campo base) se reporta que inició entre el Pumori (a la izquierda) y el Lingtren (pico de en medio). El Khumbutse está a la derecha

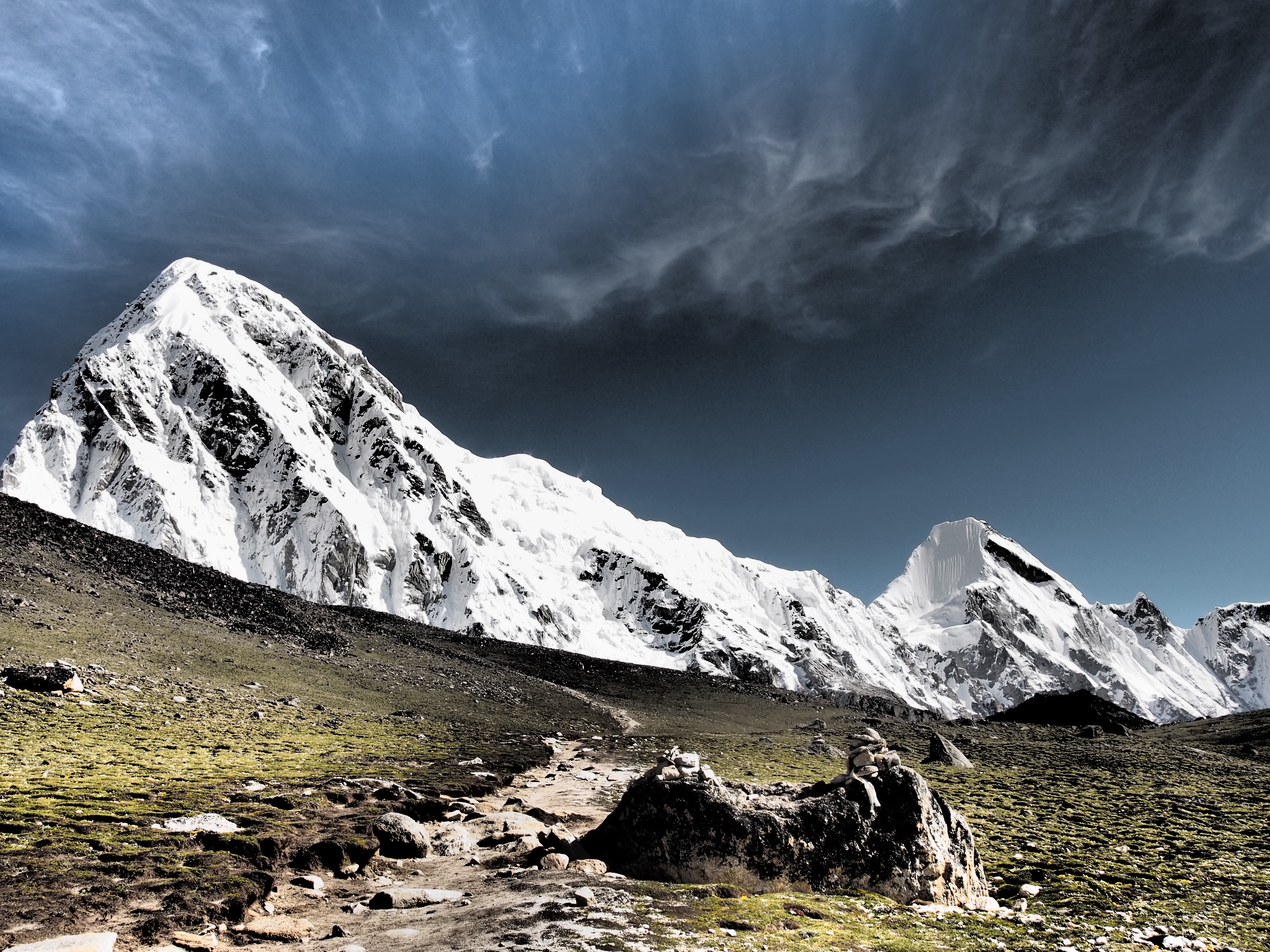
El Pumori y el Lingtren

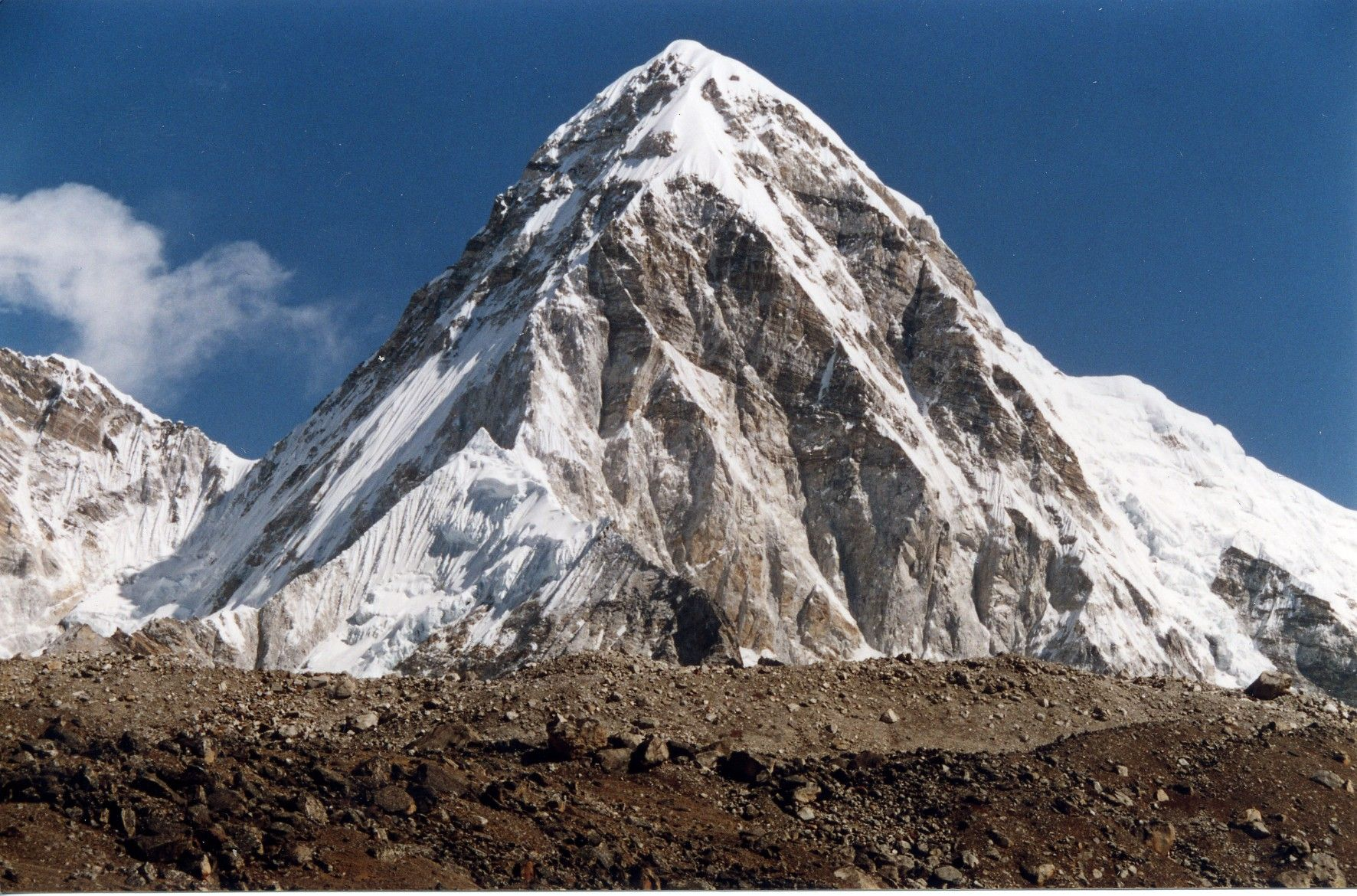
El Pumori

Cerca de 500 personas habían hecho cumbre en el Pumori hacia el 2005, con un total de 42 fallecimientos. Se caracteriza por su creciente popularidad a partir del 2008, con características tales como poder usar el campo base del Everest del lado de Nepal, ofreciendo impresionantes vistas del Tíbet, Nepal y el Everest. Sin embargo, existe el riesgo de avalanchas, como les sucedió a algunos equipos de escalada españoles que sufrieron grandes pérdidas (en 1989 y 2001), y como la avalancha de 2015, que aunque desencadenada por un terremoto, se dice que se originó en la arista Pumori-Lingtren.
Ascensos notables
- 1962 Primera ascensión por Gerhard Lenser en una expedición germano-polaca.
- 1974 Minoru Takagi y Nobuyaki Kaneko del Club Alpino Unpo de Japón, alcanzaron la cumbre por la ruta nueva de la cara Oeste el 13 de octubre.[8]
- 1985 Los españoles Jaume Matas, Joan Alarcón y Pere Rodés alcanzan la cumbre el día 9 de mayo por una nueva ruta de la cara sudeste. En el descenso realizan un vivac en una cueva de hielo a los 6.600 m. Acompaña la expedición catalana Mercè Solans.
- 1986 Los japoneses Hiroshi Aota y Yoshiki Sasahara alcanzaron la cumbre después de tres días por la ruta nueva de la cara Este el 3 de diciembre.[9]
- 1986 Todd Bibler escalando el solitario, alcanzó la cumbre usando la "Ruta Catalana de 1985" el 5 de diciembre.[10]
- 2002 Tres mujeres de una expedición iraní (Leila Bahrami, Mitra Nazari, y Farhondeh) alcanzaron la cumbre el 20 de octubre por la vía de la cara Sudeste a la arista Este. Los sherpas detuvieron dos veces la tarea de abrirle la ruta al equipo ya que no creían que el grupo de mujeres pudiera enfrentar los riesgos.[11]

Intentos de esquí
- 2013 Seb de Sainte Marie y Paul Holding intentaron sin éxito escalar y esquiar sobre la cara Oeste.[12]

## Accidentes
- En 1989, un equipo de cuatro escaladores españoles extremeños fallecieron en una avalancha.[7]
- El 19 de octubre de 2001, cinco montañistas vascos fueron barridos 600–800 metros cuesta abajo de la cara Sureste en una avalancha ocasionada por un serac que les cayó encima.[11]
- El 25 de abril de 2015, un terremoto golpeó Nepal y desencadenó varias avalanchas encima y alrededor del monte Everest, incluyendo una que golpeó el campo base. Un testigo lo describió como "una avalancha gigantesca descendiendo desde el Pumori".[13] La avalancha se desplazó a través de una parte de la cascada de hielo de Khumbu, y sobre el campo base Sur.[14] Se reportaron al menos 19 fallecidos.[15]